# Amegilla garrula
Amegilla garrula, eine Pelzbiene, ist eine Biene aus der Familie der Apidae.

## Merkmale
Die Bienen haben eine Körperlänge von 13 bis 15 Millimeter (Weibchen) bzw. 12 bis 15 Millimeter (Männchen). Die Weibchen haben eine weißgelbe Zeichnung am Gesicht. Kopf, der Rücken des Thorax und das erste Tergit sind rotbraun behaart und mit vereinzelten schwarzen Haaren durchsetzt. Die Behaarung auf dem zweiten bis fünften Tergit ist schwarz. Die ersten vier Tergite sind hinten mit freiten, hellen, gelbbraunen Haarbinden versehen. Das fünfte Tergit hat eine schwarze Endfranse. Das dritte Fühlerglied ist nahezu gleich lang wie die folgenden vier Glieder zusammen. Dem Krallenglied fehlt der Pulvillus. Die Männchen sehen den Weibchen ähnlich. Ihr siebtes Tergit hat am Endrand zwei Zähnchen, das Fersenglied (Metatarsus) am hinteren Beinpaar hat außen eine helle gelbbraune Behaarung.

## Vorkommen und Lebensweise
Die Art ist in Südeuropa und dem südlichen Mitteleuropa sowie dem Kaukasus verbreitet. Aus Deutschland gibt es eine historische Meldung, sie ist auch im Südosten von Österreich (Burgenland, Kärnten, Steiermark) nachgewiesen und in der Südschweiz (aktuell Tessin). Sie fliegt von Mitte Juni bis Ende September. Die Weibchen legen ihre Nester im Erdboden an. Pollen wird von verschiedenen Pflanzenfamilien gesammelt. Kuckucksbienen der Art sind unbekannt.

## Belege
Felix Amiet, M. Herrmann, A. Müller, R. Neumeyer: Fauna Helvetica 20: Apidae 5. Centre Suisse de Cartographie de la Faune, 2007, ISBN 978-2-88414-032-4.